# Guendalina Sartori
Guendalina Sartori, född 8 augusti 1988, är en italiensk bågskytt. Hon deltog vid olympiska sommarspelen 2016.